# Luigi Bottiglia Savoulx

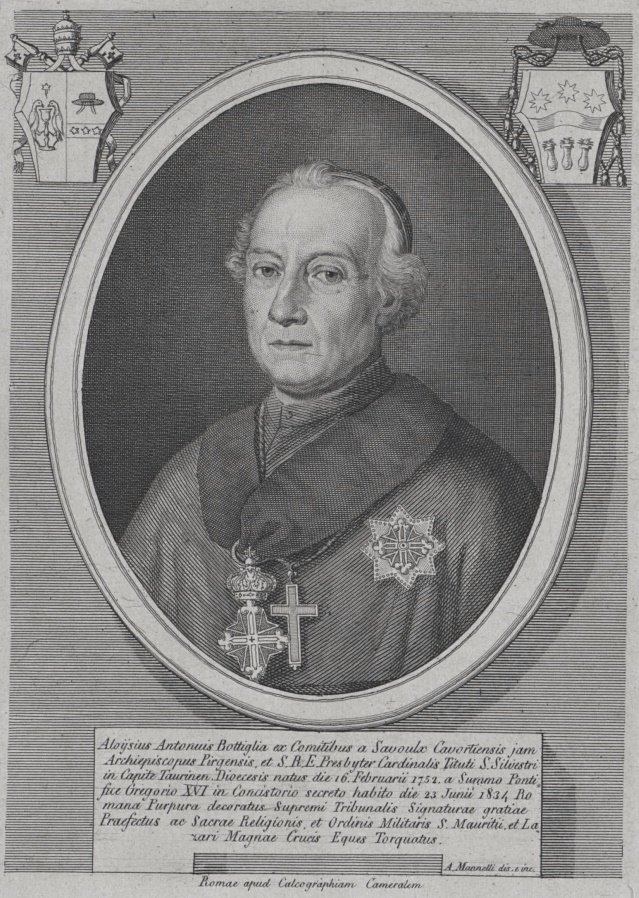
Kardinal Luigi Antonio Bottiglia Savoulx

Luigi Antonio Bottiglia Savoulx (* 16. Februar 1752 in Cavour bei Turin; † 14. September 1836 in Rom) war ein Kurienkardinal der katholischen Kirche.

## Leben
Er stammte aus dem Grafengeschlecht der Savoulx, wurde geboren als Sohn des Advokaten Andrea Bottiglia Graf von Savoulx, sowie dessen Gattin Gaspara Gotti di Salerano und empfing am 26. Dezember 1791 das Sakrament der Priesterweihe.
Bottiglia Savoulx übernahm das Präsidentenamt der Zecca Pontificia (Päpstliche Münze), 1791 wurde er Gouverneur von Todi.
Papst Leo XII. ernannte Luigi Bottiglia Savoulx am 13. März 1826 zum Titularerzbischof von Perge in Pamphilia Secunda. Die Bischofsweihe spendete ihm der Präfekt der Apostolischen Signatur und Kardinalbischof von Palestrina, Giuseppe Spina, am 2. April desselben Jahres. Als Titularerzbischof übernahm er im gleichen Jahr das Amt eines Apostolischen Nuntius in der Schweiz.
Papst Gregor XVI. kreierte Bottiglia Savoulx im Konsistorium vom 23. Juni 1834 zum Kardinal und übertrug ihm die Titelkirche San Silvestro in Capite zugewiesen. Bottiglia Savoulx war Legat in Benevent und ab 1834 Präfekt der Apostolischen Signatur.
Luigi Bottiglia Savoulx fungierte als Postulator im 1818 eröffneten Seligsprechungsprozess von Königin Maria Clothilde von Sardinien-Piemont (eine geborene Prinzessin von Frankreich) und veröffentlichte bereits 1816 eine Biografie über sie. Gemäß einem erhaltenen Stich zählte der Kardinal zu den Inhabern des Großkreuzes vom Ritterorden der hl. Mauritius und Lazarus. Für die Pfarrkirche seiner Heimatgemeinde Cavour stiftete er 1833 die Gebeine eines römischen Märtyrers namens Valentin, die dort in einem Altar ruhen.
Graf Bottiglia Savoulx wurde in seiner römischen Titelkirche San Silvestro in Capite beigesetzt.

## Werke
- Vita della Venerabile serva di Dio Maria Clotilde Adelaide Saveria di Francia Regina di Sardegna. Rom 1816.